# Роана
Роана (итал. Roana) је насеље у Италији у округу Виченца, региону Венето.
Према процени из 2011. у насељу је живело 1093 становника. Насеље се налази на надморској висини од 1021 м.

## Становништво
Према резултатима пописа становништва 2011. у општини је живело 4.317 становника.
| 1931. | 1936. | 1951. | 1961. | 1971. | 1981. | 1991. | 2001. | 2011. |
| ----- | ----- | ----- | ----- | ----- | ----- | ----- | ----- | ----- |
| 5.068 | 4.932 | 4.720 | 4.087 | 3.766 | 3.569 | 3.608 | 3.774 | 4.317 |

## Партнерски градови
- Фелден, Poiana Maggiore